# Cases Baygual
Les Cases Baygual és una obra noucentista de Sabadell (Vallès Occidental) protegida com a Bé Cultural d'Interès Local.

## Descripció
Promoció unitària de dos habitatges unifamiliars de planta baixa i pis amb coberta plana. La distribució en planta dels dos és bastant semblant malgrat un sigui cantoner i l'altre no. La façana és de gust neoclàssic, estucada i ornada amb elements de pedra. Destaca la solució circular de la cantonada, on hi ha una gran balconada amb columnes, balustres, dintells de pedra treballada i una gran orla al coronament.